# خورخي كاسترو (ملاكم)
خورخي كاسترو (بالإسبانية: locomotive)‏ مواليد 18 أغسطس 1967، هو ملاكم أرجنتيني يصنف ضمن فئة الوزن المتوسط. حقق بطولة رابطة الملاكمة العالمية.

## إحصائيات
خاض خلال مسيرته 144 نزالا، فاز في 130 وتعادل في 3 وخسر في 11. فاز بالضربة القاضية في 90 نزالا.

## روابط خارجية
- خورخي كاسترو على موقع بوكس ريك (الإنجليزية) (registration required)